# Wyspa piratów
Wyspa piratów (ang. Cutthroat Island) – amerykański film przygodowy z 1995 roku z Geeną Davis w roli głównej, wyreżyserowany przez jej ówczesnego męża Renny’ego Harlina. Według Księgi rekordów Guinnessa film okazał się największą klapą w historii kina.
Wyspa piratów doprowadziła do bankructwa wytwórnię filmową Carolco Pictures i stała się ostatnim filmem przez nią wyprodukowaną.

## Obsada
- Geena Davis jako Morgan
- Matthew Modine jako Shaw
- Frank Langella jako Dawg
- Maury Chaykin jako John Reed
- Patrick Malahide jako Ainslee
- Stan Shaw jako Glasspoole
- Rex Linn jako pan Blair
- Harris Yulin jako Black Harry
- Angus Wright jako kapitan Trotter
- Ken Bones jako Toussant

## Nagrody i nominacje
Złota Malina 1995
- Najgorsza reżyseria – Renny Harlin (nominacja)